# Перервинці
Пере́рвинці — село в Україні, у Золотоніському районі Черкаської області. Входить до складу Драбівської селищної громади. Розташоване на річці Чумгак за 20 км від центру громади — селища Драбів та за 3 км від залізничної станції Писарщина. Населення — 581 особа (на 2023 рік).

## Населення

### Мовний склад
Рідна мова населення за даними перепису 2001 року:
| Мова       | Чисельність, осіб | Доля     |
| ---------- | ----------------- | -------- |
| Українська | 863               | 98,74 %  |
| Російська  | 10                | 1,14 %   |
| Інше       | 1                 | 0,12 %   |
| Разом      | 874               | 100,00 % |

## Історія
Перервинці виникли у 17 столітті. Роком його заснування вважають 1661 рік. На звільненій від магнатів землі, яка називалась Яблунівським степом, козак Перерва заснував хутір. Від цього прізвища і походить назва села. 
Церква Введенская у селі з 1780 року.
Село є на мапі 1812 року.
24 серпня 1906 року тут відбувся страйк робітників поміщицької економії. Навесні й улітку 1917 року селяни чотири рази захоплювали й ділили землю поміщика.
В 1917 році село входить до складу Української Народної Республіки.
Внаслідок поразки Перших визвольних змагань село було надовго окуповане більшовицькими загарбниками.
Під час Голодомору в 1932–1933 роках в селі від голоду загинуло понад 200 осіб, імена і прізвища 182-х встановлено.
В роки Радянсько-німецької війни 216 жителів села воювали на боці СРСР. 102 особи були нагороджені радянськими орденами й медалями, Т. І. Солопенку посмертно присвоєно звання Героя Радянсьного Союзу. На честь 127 односельців, які загинули в боях проти гітлерівців, радянською владою було встановлено обеліск Слави. В пам'ять про вояків, що загинули під час захоплення села німецькою армією, споруджено пам'ятник.
Станом на 1972 рік в селі мешкало 1 121 чоловік, на території села була розміщена центральна садиба колгоспу «Шлях до комунізму», за яким було закріплено 2,9 тисяч га землі, у тому числі орної 2,7 тисяч га. Напрям господарства був зерновобуряковий з розвинутим м'лсо-молочним тваринництвом.
На той час в селі працювали восьмирічна школа, клуб із стаціонарною кіноустановкою, 2 бібліотеки з книжковим фондом понад 10 тисяч примірників, фельдшерсько-акушерський пункт, філія зв'язку, ощадна каса
Це давнє козаче поселення виникло в першій чверті XVII ст. і позначено на карті Боплана (1640 р.). За часів панування польських магнатів тут була їхня маєтність. Після антифеодальної війни 1648–1657 р. р. на цій залишеній магнатами маєтності, на вільному військовому степу, який належав до містечка Яблунева і оселились козаки цього містечка.
Про заснування Перервинець у 1661 р. старожили села розповідали так:
«буде тому до восьмидесяти і більше… предки наші діди, батьки, а дехто, з нас і самих жили у містечку Яблунево. Але за багатолюдністю цього містечка наші предки дехто на куплених, а інші на зайнятих по стародавнім вольностям козачити… належного тоді до містечка Яблунева степу при урочищі річки Чумгак поселились і назвали те поселення селом Перервинцями, по тій причині, що на тому селищі жив у давніх годах козак пластун Перерва».
Спочатку село було вільне, на уряд належне, а на початку XVIII ст. Прилуцький полковий суддя Іван Маркович захотів тут землі, оселив у Перервинцях на толоці «хуторець свой», у якому жило чотири, негодні до козачої служби, козачі сім'ї, і за свої «верные службы», одержав у 1718 р. від гетьмана Скоропадського на цей хутір універсал.
Бездітний суддя у 1724 р. відписав хутір Перервинці своєму племіннику Якову Марковичу і в дарчому записі зазначав:
«Того-раді і сельце моє Перервинці називаючеєся, у полку Лубенском, сотне Пирятинской обретаючоеся, которые ныне за верные мои к его императорскому величеству службы, от ясновельможного покойного пана гетьмана СКОРОПАДСКОГО універсалом его року 1718 месяца сентевря 3 дня пожаловано было, братаничеві моему пану Якову Марковичу отказую й записую, даби он, братанич мой, по смерти моей, оным сельцем Перервинцами вовсегда владел так, як і я за живота владею».
Яков Маркович, оселивши біля Перервинця слободи Мечеть, Малу Мечеть, Дьогтярі, почав наносити козакам і селянам Перервинця великі обіди і розорення. Частина козаків, не стерпівши гніту панів Марковичів, почала тікати в нейтральну частину на правий берег Дніпра.
Козак Радіон Солоха в 1743 р. «з женою и єдною женска полу
дитиною сошол в Полшу, губернии Смелянской, село Вязовку.», а в
1755 р. козак «Лук'ян Пилипенко з женою и двома мужеска полу детьми
сошол в село Хлыстуновку».
У 1761 р. прості козаки Перервинця Василь Крутень, Тимофій Жила, Никон Шевченко та інші скаржились на утиски пана Марковича і зазначали, що «оний МАРКОВИЧ несносные обиди разорения, як то забаром в нас собственных сенов и разного хлеба, разорением наших жилых домов, насильным отнятием и присвоением … наших пахотных и сенокосных … земель, выбытием стадами его МАРКОВИЧА пашен… засеянием … на наших козачих нивах своего хлеба… не малое утесмение нам учинил и от нашего владения совсем нас выгоняет…»
Щоб швидше розбагатіти, Маркович посилив гніт козаків і селян Перервинця, рубав чужі ліси, захоплював землі, греблі, посилав свого старосту і слуг на поля Кохнівки і наказував бити кохновчан, забирати в них коней, волів і відводити їх у його маєток.
Козаки і селяни Перервинця не мирились з своєю тяжкою долею. Вони часто виступали проти утисків панів Марковичів і боронили свою землю і права.
У 1771 р. вдова Якова Марковича Марія, якій від чоловіка перейшло село Перервннці, скаржилась уряду:
«з села Перервинець козаки атаман ПАВЛО ПИЛИПЕНКО, МИХАЙЛО і ДАНИЛО ПИЛИПЕНКИ, ГРИГОРІЙ ШЕВЧЕНКО … с протчими товарищи, коих за
многолюдством и наглостном нападении ґвалтовного, и узнать было
невозможно, во мвогом числе на сенокосные дачи мои, при куренной
могиле, напали ґвалтом, забрали скот и других разных вещей до себе,
а економа сказали, що вб'ють».
Тяжка доля спіткала підданих Марковичів. Вони «хлебопашенствовали на владельческой земле» і за це поневірялись на полях та в маєтку Марковича, виконували йому всякі «повинності і послушества» і фактично були кріпаками панів Марковичів.
У часи кріпацтва поміщик Маркович надавав перевагу розвиткові тваринництва і розводив багато коней, корів, овець. Крім того, він мав селітровий і винокурний заводи, чотири млини, топчак.
Селяни Перервинця працювали тиждень на пана, а тиждень на себе, а влітку півтора тижні на пана і три дні на себе. Тяглі кріпаки (ті,
що мали робочу худобу) возили з поля хліб, сіно, орали, сіяли, їздили за лісовим попелом для селітрового заводу, а піші, їх було 90 відсотків, працювали в маєтку та на полях Марковича.
Управитель маєтку та прикажчики, щоб догодити пану, жорстоко поводилися з кріпаками. Прикажчик Степан Роєнко дуже побив одного парубка. Цей парубок, не витримавши знущань і сорому, убив прикажчика. Поліція дізналась про парубка, заарештувала його і вислала на каторгу в Сибір.
Поміщик Маркович, щоб показати себе перед своїми кріпаками благодійником, у 1847 р. відкрив у селі приходську школу, у якій піп Т. Горонович навчав 26 учнів грамоти. На час селянської реформи 1861 р. поміщик Олександр Маркович мав у селі 193 ревізьких чоловічої статі душ, 75 дворів, з них піших (що не мали робочої худоби) 62. У користуванні селян було 284 десятини землі. За положенням селяни мали одержати 530 десятин землі, але Маркович, за великий викуп, наділив селянам усього 276 десятин, по 1,5 десятини на кожну ревізьку чоловічої статі душу. За грабіжницькою уставною грамотою, яку селяни довго не підписували, поміщик залишив за собою луг, водопій біля заводу, вигони і місцевість навколо селітрового заводу.
Поміщик Андрій Кондратовський мав 23 душі кріпаків і 7 дворових. Дворів у нього було 11, господарств — 18. У користуванні селян було 37 десятини землі. За великий оброк пан Кондратовський залишив селянам усі 37 десятин землі.
Козаки Перервинець були прирівняні до державних селян, за землю, яка в них була, платили царському уряду великий оброк. Порівняно до інших селян, вони перебували в трохи кращому становищі, але й вони зазнавали гноблення кріпосницької держави.
Пограбовані поміщиками в часи реформи 1861 р. селяни Перервинець вийшовши «на волю» і одержавши мізерні наділи землі, попали в кабалу до тих же Марковичів та Кондратовських. Щоб заплатити викупну позику, податки, різні збори, прожити до нового врожаю, вони змушені були йти в найми до поміщиків і куркулів, відробляти їм за позичений хліб або гроші, ходити на далекі заробітки, або за відробітки, орендувати в поміщиків землю. Жорстока експлуатація, викуп, податки прирікали селян на напівголодне існування. Наділи в селян зменшувались, збільшувались малоземелля, зубожіння і розорення.
У 1884 р. в селі з хуторами було 262 господарств селян і козаків. Населення становило 1414 чоловік. Лише садибу мало 36 господарств,
безземельних, та тих, що мали менше десятини — 50, від 1 — 6 десятини — 147, без будь-якої худоби та однокінних — 62.
Рятуючись від голоду, 32 господарств жило з «зажону» (з 3-5 снопа), багато ходило в найми та на далекі заробітки, а 32 безземельних та малоземельних господарств орендувало в поміщика за відробітки 123 десятини землі. Одночасно, збільшувалась заможна верхівка Перервинець: господарств, які мали від 9-50 десятин було 43 і більше 50 десятин — 3 (мали 287 десятин). Переважна більшість населення жила в "темноті": на 1414 чоловік населення письменних у селі було всього 44, з них — жодної жінки.
Зусиллями і на кошти заможних селян у 1886 р. в найнятій хаті було відкрито сільську однокласну початкову школу.
У кінці XIX ст. в зв'язку з розвитком капіталізму, посилилась поміщицько-капіталістична та куркульська експлуатація селян Перервинець, внаслідок якої в селі збільшувалось безземелля та малоземелля. Розорені селяни продавали за безцінок землю куркулям, а самі йшли в найми або в міста. Тяжке матеріальне становище, безземелля селян, загострювало класову боротьбу селян з поміщиками і самодержавством.
У 1900 р. в Перервинцях з хуторами Лісовий, Карабані, Козорізи на 305 господарств з населенням 1877 чоловік припадало 1854 десятин землі. Безземельних та тих, що мали менше десятини було 51 господарство, від 1-6 десятин — 142, від 6-9 десятин — 37. Однокінних
та безкінних господарств стало 114, а 124 безземельних і малоземельних господарств орендували в поміщика 420 десятин землі. Куркульських господарств, які мали від 9-50 десятин землі стало 50, вони зосередили в своїх руках велику кількість землі і худоби, багатіли, а селяни убожіли.
Розорювали селян і непомірні податки і платежі. Тільки в 1900 р. вони виплатили, викупної позики, податків, різних зборів 2717 карбованців. У роки першої російської революції 1905–1907 рр. селяни Перервинець проводили антиурядову пропаганду, Никифор Бідник, Пилип Шевченко й інші селяни розповсюджували в Перервинцях, Мечеті, на станції Драбово, у Митлашівці екстремістські прокламації Полтавського, Лубенського і інших комітетів РСДРП, які закликали селян до збройної боротьби з поміщиками та самодержавством.
24 серпня 1906 р. селяни Перервинець, які працювали в маєтку поміщиці М. О. Приц, почали страйк і вимагали 8-годинного робочого дня, підвищення заробітної платні. Страйк поліція придушила, а організаторів страйку Федора Овксентійовича Пилипенка та Івана Макаровича Рябуху було заарештовано і ув'язнено в Лубенську тюрму. За агітацію проти царського уряду 16 селян було заарештовано і вислано в Вологодську губерню, а Василя Євменовича Тарасенка, Пилипа Аарсеновича Шевченка, Василя Шевченка суд визнав злочинцями і відправив в тюрму.
Столипінська реформа прискорила розшарування селян, зміцнила і збільшила шар заможників, розоряла селян і загострила класову боротьбу в селі.
У 1910 р. на 266 господарств з населенням у 1639 душ припадало 1540 десятин землі, а поміщик мав 1044 десятини. Лише садиба мала 35 господарств, безземельних та тих, що мали менше десятини стало 88, від 1-6 десятин — 110. Рятуючись від голоду 32 господарства жило з поденщини та зажому, 62 господарства посилало своїх людей на далекі заробітки та в міста, а 109 безземельних та малоземельних господарств орендували в поміщика 273 десятини землі. З ремесла жило 17 ткачів, 7 теслярів, 5 кравців, 1 коваль, 1 швець.
Заможних господарств, які мали від 9-25 десятин стало 44, і від 25 десятин і більше — 15.
Переважна більшість населення залишалась неписьменною: на 1639 чоловік припадало 314 письменних, у тому числі на 807 жінок — 50 письменних. Вислані в 1905–1907 р.р. у Вологодську губерню в числі селян Микола Григорак Батрак, Андрій Іванович Похила і інші в 1910 р. повернулися в село.
Разом з ними в Перервинці приїхав колишній артист імператорських театрів Сергій Рахманов, який за революційну агітацію теж був висланий з Петербурга і перебував у засланні разом з перервинцівськими селянами.
Сергій Павлович Рахманов оселився у козака Іполита Талана, а з 1912 р. жив у Якова Охріменка. Під виглядом репетиторства місцевих хлопців до екзамену на звання вчителя Рахманов проводив протиурядову агітацію. Закликав селян не платити податків, не посилати людей в солдати і ін. І. Талан і С. П. Рахмнаов відкрили в селі бокалійну лавку і під виглядом торгівлі збирали у лавці людей і проводили серед них революційну агітацію.
Сільський староста Данило Тарасович Забіла пояснював поліції:
Подозрительных лиц в Перервинцах имеется чуть ли не большая половина населения. Как Охрименко, так и Рахманов люди при революционном настроении духа, собирают в своих помещениях сборища из лиц преимущественно подозрительных, Рахманов читает какие-то секретные книги".
23 липня 1911 р. в економії графа В. Мусіна-Пушкіна селяни Перервинець підпалили дві скирди сіна. Під час пожежі, за огорожею економії зібралось багато селян і чути було вигуки: «не ходи тушити,
хай пани пожаряться». Селяни повитягали з колес у бочках з водою
гайки, повикидали відра, багри, вила і т. ін., а коли з'явився озброєний стражник Білоусов і почав забирати пожежну машину, яку тягнув з пожежі Миколо Івко, то селяни оточили Білоуса, лаяли його і
кричали: «і ти за панів, навіщо ти взяв рушницю, стріляти нас хочеш?
Хай пани пожаряться, чорт їх нехай візьме».
За те, що селяни не давали гасити пожежу і лаяли стражника, поліція заарештувала і ув'язнила на три місяці в тюрму М. А. Івка, С. А. Горобця, І. Д. Пучку та М. З. Гвоздика. Починаючи з 1861 р., багато
розорених селян, шукаючи виходу з тяжкого становища, переселялося
на Амур, у Тургайську і інші області. Тільки за 7 років з 1906–1912 рр. з Перервинець переселилося 17 сімей — 103 чоловіки.
Перша світова війна 1914–1918 р. ще більше погіршила становище селян Перервинець, більшість чоловіків було мобілізовано в армію, зменшилась кількість коней, скоротились посівні площі, знизилась врожайність ланів. Серед селян зростала ненависть до гнобителів, самодержавства та антивоєнні настрої.
У 1917 році село входить до складу Української Народної Республіки.
Внаслідок поразки Перших визвольних змагань село було надовго окуповане більшовицькими загарбниками.
Влітку 1920 р. в селі було утворено Комітет незаможних селян, куди вступило 27 безземельних селян, а в 1922 р. незаможники Перервинець послали на II Всеукраїнський з'їзд незаможників свого делегата Петра Миколайовича Гвоздика.
У роки примусової колективізації селяни Перервинець об'єднались у чотири колгоспи. Першими головами колгоспів були: в колгоспі «Перше травня» — Федот Григорович ТУРЧАТЕНКО. «13-річчя Жовтня» — Федот Федорович Ананьєв, «ім. Шевченка» — Андрій Арсентійович Шевченко, «Паризької Комуни» — Григорій Іванович Козоріз.
Від упорядника. Цей нарис подається тому, що містить цінний фактичний матеріал. Автор, відомий у 60-70-ті роки XX століття краєзнавець, написав його у 1976 році і, відома річ, не міг сказати того, що перервинцівські селяни боролись доступними їм методами і останніми в районі вступили до колгоспу. Автор не міг також сказати про те, що в селі довго не вщухав опір німецько - нацистській  навалі, за що компартійні чиновники навіть в офіційних документах іменували село Невгамовним. Не міг автор сказати і того, що П. М. Гвоздика сталеварським  трибуналом було засуджено до 10 років таборів, як і ще багатьох селян та їх родини. Автор промовчав і про голодомор 1933 року, який забрав десятки людських життів у селі. Упорядник книги сподівався, що в умовах незалежної України Перервинцівці доповнять нарис К.Сакуна. Але марні були сподівання… У серцях людей ще й до сьогодні живе страх, набутий за часи комуністичної окупації.

## Люди
В селі народилися:  
- Івко Іван Іванович (1960—2023) — український художник, реставратор;
- Талан Євдокія Полікарпівна  (1918—2008) — український історик